# Canon spatial

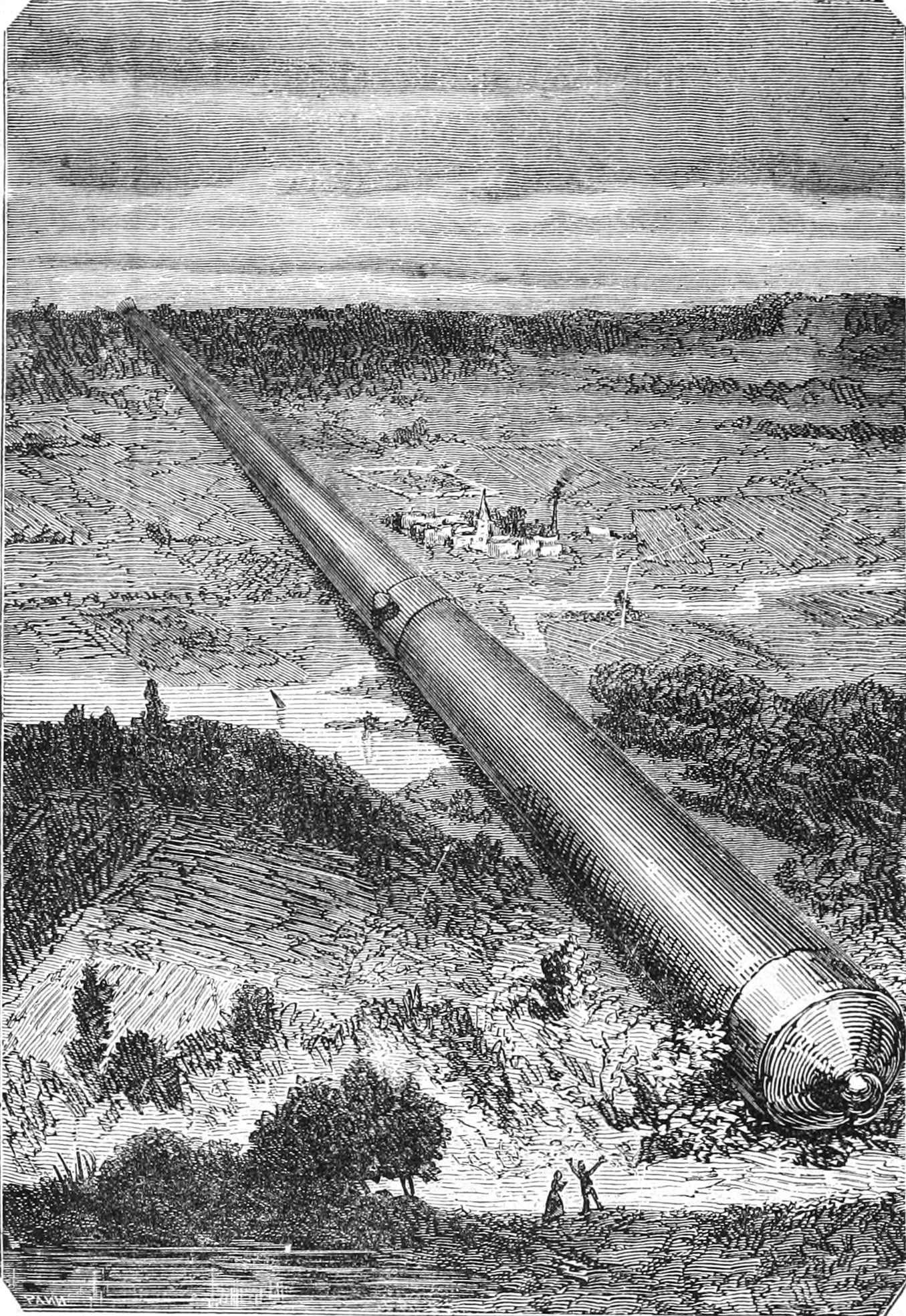
Le canon spatial du roman De la Terre à la Lune.

Un canon spatial est une méthode de lancement d'un objet dans l'espace en utilisant un grand canon. Il fournit un moyen de lancement sans fusée.

## Dans la culture
Le canon spatial est le mode de lancement de la fusée dans le roman de Jules Verne De la Terre à la Lune paru en 1865 et qui a fait l'objet de nombreuses adaptations.